# Chelidamsäure
Chelidamsäure ist eine chemische Verbindung aus der Gruppe der Heterocyclen. Sie besteht aus einem Pyridinring mit Carboxygruppen in 2- und 6-Position und einer Hydroxygruppe in 4-Position.

## Eigenschaften
Chelidamsäure ist eine weiße bis schwach gelbliche Verbindung. Aus wässriger Lösung kristallisiert sie als Monohydrat aus. Chelidamsäuremonohydrat zersetzt sich bei 267 °C. Chelidamsäure besitzt zwei tautomere Formen, eine aromatische Enolform und eine Ketoform. Das Monohydrat bildet im Kristall eine zwitterionische Struktur aus. In dieser ist eine Carbonsäuregruppe deprotoniert und der Stickstoff protoniert.

## Herstellung
Chelidamsäure kann durch die Umsetzung von Chelidonsäure mit Ammoniak dargestellt werden.

## Verwendung
Chelidamsäure kann als Ausgangsstoff zur Synthese heterocyclischer Verbindungen dienen. Die Hydroxygruppe kann leicht substituiert werden. Die Carbonsäuregruppen können zum Aufbau größerer Strukturen genutzt werden.

Chelidamsäure bildet stabile Komplexe mit vielen Metallionen. Sie fungiert hierbei als dreizähniger Chelatligand.